# Markus Suttner
Pour les articles homonymes, voir Suttner.
Markus Suttner est un footballeur autrichien, né le 16 avril 1987 à Hollabrunn. Il évolue au poste de défenseur au SK Wullersdorf.

## En sélection
Il participe au qualification pour le Championnat d'Europe de football espoirs en 2008 et compte alors cinq sélections en espoirs.
Il est aussi convoqué pour jouer avec l'équipe A le 15 novembre 2011 face à l'Ukraine ; malgré cela il n'a pour l'instant joué aucun match avec l'équipe nationale A.

## Statistiques détaillées
| Saison                | Club                  | Championnat           | Championnat | Championnat | Coupe(s) nationale(s) | Coupe(s) nationale(s) | Compétition(s) continentale(s) | Compétition(s) continentale(s) | Compétition(s) continentale(s) | Autriche | Autriche | Total | Total |
| Saison                | Club                  | Division              | M.          | B.          | M.                    | B.                    | Comp.                          | M.                             | B.                             | M.       | B.       | M.    | B.    |
| 2008-2009             | Austria Vienne        | Bundesliga            | 22          | 0           | 2                     | 0                     | C3                             | -                              | -                              | -        | -        | 24    | 0     |
| 2009-2010             | Austria Vienne        | Bundesliga            | 27          | 0           | 3                     | 0                     | C3                             | 5                              | 0                              | -        | -        | 35    | 0     |
| 2010-2011             | Austria Vienne        | Bundesliga            | 27          | 2           | 1                     | 0                     | C3                             | 6                              | 0                              | -        | -        | 34    | 2     |
| 2011-2012             | Austria Vienne        | Bundesliga            | 30          | 1           | 3                     | 0                     | C3                             | 12                             | 0                              | 3        | 0        | 48    | 1     |
| 2012-2013             | Austria Vienne        | Bundesliga            | 35          | 3           | 5                     | 0                     | -                              | -                              | -                              | 4        | 0        | 44    | 3     |
| 2013-2014             | Austria Vienne        | Bundesliga            | 35          | 2           | 2                     | 0                     | C1                             | 9                              | 0                              | 6        | 0        | 52    | 2     |
| 2014-2015             | Austria Vienne        | Bundesliga            | 31          | 1           | 5                     | 0                     | -                              | -                              | -                              | 1        | 0        | 37    | 1     |
| Sous-total            | Sous-total            | Sous-total            | 207         | 9           | 21                    | 0                     | -                              | 32                             | 0                              | 14       | 0        | 274   | 9     |
| 2015-2016             | FC Ingolstadt 04      | Bundesliga            | 12          | 0           | 1                     | 0                     | -                              | -                              | -                              | -        | -        | 13    | 0     |
| Total sur la carrière | Total sur la carrière | Total sur la carrière | 219         | 9           | 22                    | 0                     | -                              | 32                             | 0                              | 14       | 0        | 287   | 9     |

## Palmarès

### En club
- Austria Vienne
  - Champion d'Autriche en 2013.
  - ÖFB-Cup en 2009.